# 615
Раннє Середньовіччя. Триває чума Юстиніана. У Східній Римській імперії продовжується правління Іраклія. Частина території Італії належить Візантії, на решті лежить Лангобардське королівство. Франкське королівство об'єдналося під правлінням Хлотара II. Іберію займає Вестготське королівство. В Англії триває період гептархії. Авари та слов'яни утвердилися на Балканах. Центр Аварського каганату лежить у Паннонії.
Китай об'єднаний під правлінням династії Суй. Індія роздроблена. В Японії триває період Ямато. У Персії править династія Сассанідів. Степову зону Азії та Східної Європи контролює Тюркський каганат, розділений на Східний та Західний.
На території лісостепової України в VII столітті виділяють пеньківську й празьку археологічні культури. У VII столітті продовжилося швидке розселення слов'ян. У Північному Причорномор'ї співіснують різні кочові племена, зокрема кутригури, утигури, сармати, булгари, алани, авари, тюрки.

## Події
- Перси, продовжуючи наступ на Візантію, підійшли до Константинополя.
- Тюрки напали на Китай. Імператор Ян потрапив в облогу при інспекції Великого китайського муру. Його визволив Лі Шимінь, майбутній імператор династії Тан.
- Мажордомом Австразії став Піпін Ланденський.
- Розпочався понтифікат Адеодата I.
- Мусульмани, зустрівшись із переслідуваннями в Мецці, почали мігрувати в Абіссинію.